# Établissement logistique du commissariat des armées de Châtres
L'Établissement logistique du commissariat des armées (ELOCA) de Châtres est un organisme militaire interarmées du service du commissariat des armées.
Il joue un rôle essentiel dans le stockage, la distribution et la maintenance des fournitures, équipements et matériels de campagne destinés aux bases de défense, aux opérations extérieures et aux territoires d'outre-mer, garantissant ainsi leur disponibilité opérationnelle.
Né de l'établissement spécialisé du commissariat de l'armée de terre, l’ELOCA a été créé le 1er juillet 2011.
L'établissement logistique du commissariat des armées de Châtres est implanté, depuis sa création, sur la commune de Châtres.

## Organisation
L'ELOCA de Châtres, placé sous l'autorité du Centre d'Analyse et de Contrôle Interne (CACI) à Rambouillet, est une plateforme logistique essentielle qui est spécialisé dans la réception, le stockage et la distribution individuelle et collective d’effets d’habillement au profit du personnel des trois armées et des services interarmées. Il est sous la direction d'un commissaire en chef.
Il occupe une position géographique stratégique et dispose d'une capacité de stockage considérable, ainsi que de processus adaptés qui en font le pivot central de la politique d'habillement des armées.
L'ELOCA est responsable de la réception des marchés passés par le service du commissariat des armées et de la distribution des articles conformément aux ordres émanant du Centre Interarmées du soutien Métiers et Contrôle Interne (CIMCI), son autorité de chaîne fonctionnelle.
La structure organisationnelle de l'ELOCA de Châtres se compose des éléments suivants :
- Un état-major dirigé par un directeur et son adjoint
- Une division approvisionnement qui s'occupe de la distribution individuelle et collective des effets d'habillement
- Une division organique responsable des tâches administratives, des achats, du pilotage, de l'informatique et des ressources humaines
- Une antenne du Groupement de soutien de la base de défense de Mourmelon - Mailly qui représente le pôle Mailly-Mourmelon
- Une antenne de l'Unité de soutien et d'infrastructure de la Défense (USID) de Mailly-le-Camp

L'ELOCA de Châtres (Nouvelle génération) a été inauguré en novembre 2019 par Mme Florence Parly, alors Ministre des Armées. Il dispose d'une infrastructure principale, un bâtiment de stockage de 37 500 m², qui constitue le cœur des opérations.

## Missions
Les activités de l'ELOCA de Châtres sont axées sur la gestion des commandes, le stockage et la distribution d'articles d'habillement. Les performances de l'établissement sont mesurées en termes de nombre de commandes de distribution par correspondance, ainsi que de flux de transport entrant et sortant du flux collectif.
Voici quelques chiffres clés illustrant les activités de l'ELOCA de Châtres :
- 12 millions d'articles sont stockés dans ses installations
- 6 millions d'articles sont distribués chaque année
- Environ 390 000 commandes individuelles sont traitées annuellement
- Environ 50 000 commandes collectives sont traitées annuellement
- Le délai de préparation des commandes est inférieur à 3 jours
- Le délai moyen de traitement des commandes est inférieur à 10 jours

Grâce à son infrastructure moderne, à ses processus optimisés et à son personnel qualifié, l'ELOCA de Châtres joue un rôle essentiel dans la fourniture en temps voulu des articles d'habillement nécessaires au personnel des armées et des services interarmées, contribuant ainsi à soutenir les missions opérationnelles des forces armées françaises.